# Saint-Ouen-en-Champagne
Saint-Ouen-en-Champagne är en kommun i departementet Sarthe i regionen Pays de la Loire i nordvästra Frankrike. Kommunen ligger i kantonen Brûlon som tillhör arrondissementet La Flèche. År 2022 hade Saint-Ouen-en-Champagne 238 invånare.

## Befolkningsutveckling
Antalet invånare i kommunen Saint-Ouen-en-Champagne
| Referens: INSEE |